# Lars Barfoed

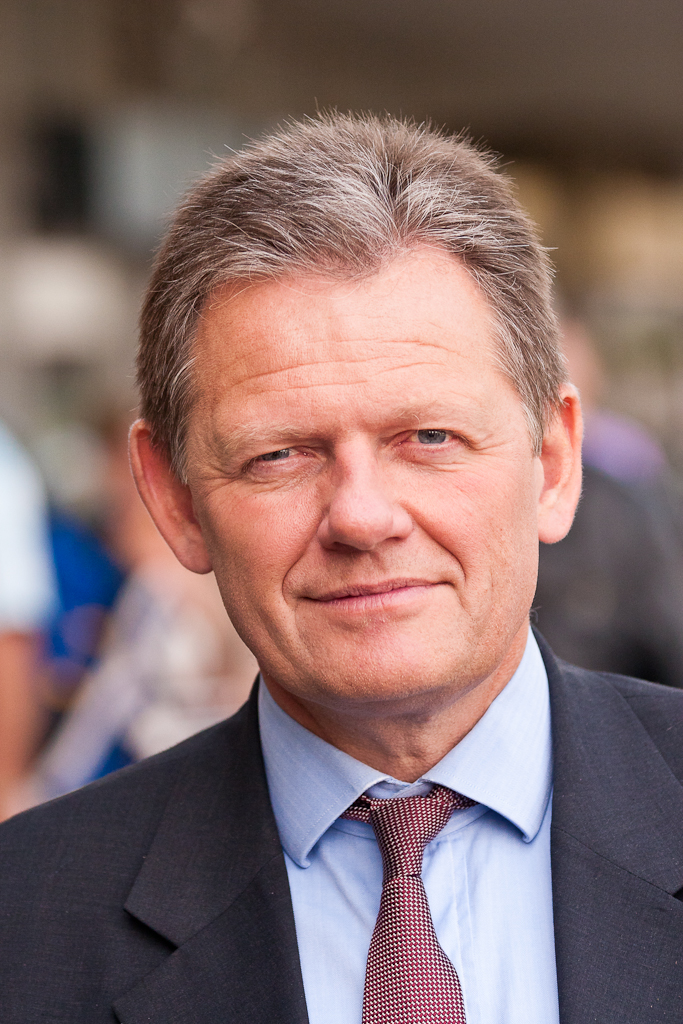
Lars Barfoed

Lars Barfoed (nacido el 4 de julio de 1957 en Frederiksberg) es un político danés, miembro del Partido Popular Conservador. Fue el ministro de familia y consumo desde el 18 de febrero de 2005 hasta el 14 de diciembre de 2006. Entró en el ministerio al comenzar la segunda legislatura de Anders Fogh Rasmussen, sustituyendo a Henriette Kjær.
Durante su cargo como ministro, un informe del Rigsrevisionen criticó las inspecciones de calidad alimenticias, que son responsabilidad de su ministerio, así como la información que pasaba Barford al Parlamento de Dinamarca acerca de los problemas. El Partido Popular de Dinamarca anunció el 13 de diciembre de 2006 que le retiraba su apoyo en el parlamento, con lo que perdía así la mayoría de apoyos parlamentarios. Todo ello propició la renuncia presentada por el mismo Barfoed el día siguiente. El gobierno aceptó la dimisión y sustituyó a Barfoed por Carina Christensen.